# اونا (استان آرخانگلسک)
اونا (به لاتین: Una) یک منطقهٔ مسکونی در روسیه است که در استان آرخانگلسک واقع شده‌است.